# Котчура
Ко́тчура (карел. Kodžuri) — деревня в составе Крошнозерского сельского поселения Пряжинского национального района Республики Карелия.

## Общие сведения
Расположена на юго-западном берегу озера Крошнозеро.
В деревне находится памятник архитектуры — деревянная часовня Иоанна Богослова (XIX век).
Сохраняется могила члена Ведлозерского волостного исполкома Тимофея Михайловича Королёва, расстрелянного белофиннами 24 апреля 1919 года.

## Население
Численность населения в 1905 году составляла 184 человека.
| 2002 | 2010 | 2013 |
| ---- | ---- | ---- |
| 17   | ↘12  | ↘8   |

## Известные уроженцы
Ятцеров П. Г. (1918—1978) — советский спортсмен, тренер, мастер спорта СССР по боксу.